# Ghiacciaio Ragotzkie
Il ghiacciaio Ragotzkie è un ghiacciaio tributario lungo circa 18 km situato nella regione meridionale della Terra di Oates, nell'Antartide orientale. Il ghiacciaio, il cui punto più alto si trova a circa 2800 m s.l.m., si trova sulla costa di Hillary e ha origine dal versante settentrionale della regione occidentale della dorsale Britannia, da cui fluisce verso nord, scorrendo lungo il versante occidentale del monte Aldrich, fino a unire il proprio flusso a quello del ghiacciaio Hatherton.

Nel tratto centrale del percorso del ghiacciaio, a circa 1600 m di quota, sono presenti delle cascate di ghiaccio larghe circa 4,6 km che fanno sì che parte del ghiaccio del Ragotzkie fluisca nel ghiacciaio Alley, situato in una valle ad est.

## Storia
Il ghiacciaio Ragotzkie è stato mappato da membri dello United States Geological Survey (USGS) grazie a fotografie aeree scattate dalla marina militare statunitense (USN) nel periodo 1960-62, e così battezzato dal Comitato consultivo dei nomi antartici in onore di Robert A. Ragotzkie, direttore dei progetti del Programma Antartico degli Stati Uniti d'America inerenti ai laghi presenti nelle oasi antartiche, il quale effettuò personalmente degli studi al riguardo nella Terra della Regina Vittoria, nella stagione 1962-63.